# Ai'a Api
L’Ai'a Api (« Nouvelle patrie » en tahitien) est un parti politique de la Polynésie française, créé en 1982 par Émile Vernaudon, dissident du E'a Api. En 2004, il a participé aux élections territoriales pour l'Union pour la démocratie (UPLD).
Il est proche du Parti radical de gauche.